# Холодне серце (фільм)
Холодне серце (англ. Cold Heart) — американський трилер 2001 року.

## Сюжет
Завдяки зусиллям талановитого психіатра Девіса, небезпечний психопат Шон Кларк, що намагався в припадку безумства убити жінку, залишився на волі і зачаївся. Здавалося, що він почав нове життя, і незабаром йому навіть пощастило влаштуватися в заможну фірму, власницею якої виявилася дружина Девіса — Лінда, що відразу закохалася в чарівного Шона.

## У ролях
- Настасія Кінські — Лінда Кросс
- Джефф Фейхі — Філ
- Джош Холловей — Шон
- Хадсон Лейк — Джулія
- Янне Олівія Кемпбелл — Наталі
- Лінкольн Майерсон — містер Петерсон
- Боб Сеттлер — детектив Харріс